# География на Нигер
Нигер е държава в Западна Африка, без излаз на море, голяма част от територията на която е заета от пясъчните и каменистите пустини на Централна Сахара. На запад Нигер граничи с Мали (дължина на границата – 821 km), на север – с Алжир (956 km), на североизток – с Либия (354 km), на изток – с Чад (1175 km), на юг– с Нигерия (1497 km), а на югозапад – с Бенин (266 km) и Буркина Фасо (628 km). Общата дължина на сухоземните граници (в т.ч. речни) е 5697 km. От североизток на югозапад Нигер се простира на 1800 km, а ширината му варира от 200 km на югозапад до 1150 km на изток. В тези си граници заема площ от 1 267 000 km². Населението към 1.1.2021 г. възлиза на 24 100 000 души. Столица е град Ниамей.
Територията на Нигер се простира между 11°42′ и 23°30′ с.ш. и между 0°10′ и 16°00′ и.д. Крайните точки на страната са следните:
- крайна северна точка – 23°30′ с.ш., на границите с Алжир и Либия;
- крайна южна точка – 11°42′ с.ш., на границата с Нигерия, на левия бряг на река Нигер;
- крайна западна точка – 0°10′ и.д., на границата с Буркина Фасо;
- крайна източна точка – 16°00′ и.д., на границата с Чад.[2]

## Релеф, геоложки строеж, полезни изкопаеми
Голяма част от територията на Нигер е разположена в пустинята Сахара и представлява плато с височина от 200 до 500 m. В централната част на страната се издига високото и силно разчленено плато Аир (средна надморска височина до 800 m), в пределите на което се срещат остатъчни планински масиви с височина над 1000 m. Максимална височина връх Идукалин Тагес 2022 m. На югозапад е разположена долината на река Нигер, където се намира и най-ниската точка на страната 200 m н.в., а на югоизток – северозападната част на котловината на езерото Чад.
Територията на Нигер се намира в пределите на Африканската платформа. Метаморфните скали на докамбрийския фундамент изграждат периферните части на Таурегския щит и масивите Леоно-Либерийски, Дахомейско-Нигерийски и Тибести. В крайния югозапад се простира част от Атакорската нагъната зона. Седиментите в чехъла, развити в синеклизите Чад и Мали-Нигерска, са представени основно от морски и частично континентални слоеве с палеозойска, мезозойска и кайнозойска възраст. На платото Аир и в други части на страната са развити неоген-антропогенни базалти, свързани с крупни разломи. В страната се разработват големи находища на уранова руда (в районите на Агадес, Акута, Джадо) със запаси около 70 хил. т. (U3O8), калай (на платото Аир), волфрам, ниобий (Терау-Аджи, Адрар ал Меки и др.). В района на Ниамей (град Таму) има находища на желязна руда, а в котловината на езерото Чад – залежи на каменна сол.

## Климат, води
Климатът на Нигер се изменя от тропически, пустинен на север и североизток, до субекваториален на юг и югозапад. В болшинството райони средната температура на най-студените месеци (декември и януари) е 20 – 24°С, а на най-топлия (май), обичайно предшестващ летния сезон на дъждовете, 32 – 34°С. Годишната сума на валежите на север и североизток е под 100 mm, а на юг и югозапад тя нараства до 600 – 800 mm в най-влажните райони. По-голямата част от валежите падат в периода от май до септември. Характерно явление преди настъпването на валежния сезон е сухия и горещ вятър „харматан“, духащ от североизток, от Сахара.
В страната преобладават, пресъхващите през по-голямата част от годината реки и подземни води. В крайния югозапад, с част от средното си течение протича голямата река Нигер, получаваща на територията на Нигер няколко постоянни (Сирба – 450* km, Мекру – 410* km и др.) и временни (сезонни) притоци. В крайния югоизток, по границата с Нигерия, протича река Комадугу-Йобе (1175 km). На Нигер принадлежи и малка (северозападната) част от езерото Чад.

## Пови, растителност, животински свят
В най-влажните райони на страната са разпространени червено-кафявите почви на сухите савани, а също и червеникаво-кафявите почви на опустинените савани. Полупустинните и пустинните райони са лишени от цялостна почвена покривка. Крайния юг и югозапад на Нигер е разположен в зоната на типичните савани, характеризиращи се с гъста тревиста покривка и отделни дървета (акации, баобаб, палма дум, еуфорбия). На север тя преминава в опустинена савана, която заедно с пулупустините и пустините обхващат големи части от страната. Тя (опустинената савана) е заета от тревисто-храстова растителност, или, в повечето райони е лишена от растителност и е заета от каменисти и пясъчни пространства.
В южните части на Нигер фауната е типична за саваните: лъвове, слонове, биволи, жирафи, антилопи (ада, орикс и др.), чакали, хиени, гризачи. Правителството на Нигер провежда политика на контролиран лов на големите животни, с цел запазването на тяхната популация.